# Netherseal
Netherseal – wieś w Anglii, w hrabstwie Derbyshire, w dystrykcie South Derbyshire. Leży 24 km na południe od miasta Derby i 167 km na północny zachód od Londynu.